# صحراء (سمورة)
صحراء هي بلدة أو مدينة في مقاطعة سمورة او زمورة في إسبانيا.